# Gutta Andersson
Karl Gustaf ”Gutta” Andersson, född 26 januari 1956, död 21 december 2024 i Stallarholmen, Södermanlands län, var en svensk lantbrukare och tidigare mentor i TV4-programmet Farmen.
Andersson var med från programmets start 2001, men på grund av sjukdom fick han 2017 lämna över till Hans Wincent.